# Simanga Shiba
Simanga Shiba (* 5. Dezember 1987) ist ein eswatinischer Amateurboxer. Er gewann bei den Commonwealth Games 2006 in Melbourne Bronze im Halbfliegengewicht.

## Karriere
Bei den Commonwealth Games 2006 schlug Shiba Cassius Chiyanika aus Sambia und Paddy Barnes aus Nordirland, verlor aber gegen Japhet Uutoni aus Namibia im Halbfinale.
Bei den Boxweltmeisterschaften 2007 in Chicago trat er zu seinem Erstrundenkampf gegen Luis Yáñez nicht an, der dadurch kampflos weiterkam.
Bei der Qualifikation für die Olympischen Sommerspiele 2008 verlor er gegen Suleiman Bilali, erhielt aber eine Wildcard durch die International Boxing Association (AIBA). Er trat in Peking jedoch nicht an.